# Gabriel Maccioco
Gabriel Maccioco (n. Buenos Aires, Argentina, 10 de mayo de 1959) es un cantante, músico y compositor de rock argentino.

## Biografía
Gabriel Maccioco nació en Buenos Aires. Sus primeras actuaciones en público, las hizo a la edad de quince años con una agrupación musical que se llamó Bangladés.

En la primaria, en 6to grado, yo tenía un compañero que se llamaba Rubén Fernández (Meno) con el hicimos el primer grupo, nos poníamos cualquier nombre, un día nos llamábamos "Los Vikingos" otro día nos llamábamos "Los Beautiful"...(Meno, después fue el cantante de Los Rancheros).
Gabriel Maccioco entrevistado en 2002.

El primer año de secundaría conoce a Luis Viola, Meno Fenández y Alejandro Schanzenbach (que después fue bajista de Andrés Calamaro e hizo un disco solista) deciden formar una banda. 

### Fantasía
Comenzó su carrera profesional al integrar el dúo Fantasía en el 1978. Apadrinados por León Gieco; debutaron en un festival gratuito en el predio de La Rural en el año 1978 y participaron de numerosos shows: Parquerama, La Falda, B.A. Rock y del Festival de la Solidaridad Latinoamericana, entre otros. Pudieron grabar su primer disco recién en el año 1981 y el segundo dos años después. Este último trabajo tenía una inclinación más a la música pop, al punto de haber armado un conjunto eléctrico de apoyo para sus presentaciones, que nunca llegaron a concretarse por la previa disolución del dúo.

### Carrera solista
Después de la separación del dúo, Gabriel se embarca en un proyecto nuevo, «Macciocco y los de Goma», (agrupación que le permite desplegar todo su histrionismo para la actuación y el humor, hasta entonces desconocidos) y logra grabar en los estudios Del Cielito Records. Lamentablemente esta grabación nunca llegó a las bateas, por la debacle económica del país en ese momento. El sello discográfico rompe su contrato con el músico, dejándolo a la deriva y sin la posibilidad de rescatar las cintas grabadas, por falta de dinero.
Nuevamente se presentan problemas contractuales y todo queda en la nada. Luego de este fracaso, encara su nuevo proyecto llamado «California Bam Bam»; que presenta un sonido totalmente distinto, volcado más hacia el country sureño. Introduce además el skiffle y un acordeón en sus presentaciones, algo no muy común para el momento. 

### Otros proyectos
Poe ese entonces, Maccioco se le presenta la oportunidad de dedicarse al periodismo musical, participando como productor y coconductor de un par de programas en Radio Nacional, Gira mágica y Misteriosa e Histo-Rock, ganador del Premio Broadcasting en el año 1994. Además produjo para uno de los cumpleaños del programa, un festival conocido en aquel momento como el Acusticaso II, del cual participan artistas de la talla de Miguel Cantilo, Memphis La Blusera, Vox Dei, María José Cantilo y Moris, entre otros, ante un público calculado en 1.500 personas, dentro del prestigioso Auditorio de "Radio Nacional". Realiza para esos programas entrevistas a su ídolo Paul Mc Cartney, Eric Clapton y Bon Jovi. 
Después vuelve al ostracismo y decide emprender un viaje a México en busca de nuevos aires, y a la vuelta vuelve a componer y a las clases de guitarra, pero esto último solo por un tiempo. Su desanimo ante la falta de trabajo lo remite a una vida hogareña. 
En el año 2002 presentó su primer y único trabajo discográfico titulado «Para estar en paz». Fue grabado y editado de forma completamente independiente y contó con una banda de apoyo integrada por Claudio Sapia en teclados, acordeón y coros, Gustavo Donés en  
bajo y coros, Oscar Kamienomosky en guitarra eléctrica y Daniel Ávila en Batería.
En la actualidad reside en Villa Gesell.

## Discografía
Con Fantasía
- Cuando mañana (1981)
- El futuro es nuestro (1983)

Como solista
- Para estar en paz (2002)

Todas las canciones escritas y compuestas por Gabriel Maccioco. 
| Para estar en paz |                                |              |          |  |
| N.º               | Título                         | Escritor(es) | Duración |  |
| 1.                | «Fiestas negras»               |              | 03:57    |  |
| 2.                | «Si hoy me dejas»              |              | 03:48    |  |
| 3.                | «Para estar en paz»            |              | 05:08    |  |
| 4.                | «No todo es real»              |              | 05:02    |  |
| 5.                | «Lucy»                         |              | 03:59    |  |
| 6.                | «Como una reina»               |              | 04:47    |  |
| 7.                | «Podemos»                      |              | 04:23    |  |
| 8.                | «Quiero estar con vos»         |              | 04:21    |  |
| 9.                | «Y todo sigue igual»           |              | 02:53    |  |
| 10.               | «Y todo sigue igual (reprise)» |              | 01:28    |  |
| 11.               | «A los que discriminan»        |              | 03:49    |  |
| 12.               | «Mc Cartney & Maccioco»        |              | 03:14    |  |